# 랠프 윌콕스
랠프 윌콕스(Ralph Wilcox, 1950년 1월 30일 ~ )는 미국의 영화 감독, 배우, 텔레비전 배우이다.
밀워키에서 태어났다.

## 영화
- 라스트 마샬 (1999년)
- 씽씽블루 (1997년)
- 각가지 크리스마스 (1996년)
- 더블 플레이 (1996년)
- 라스트 댄스 (1996년)
- 허 데들리 라이벌 (1995년)
- 데스 인 스몰 도지스 (1995년)
- K9 캅스 (1993년)
- 사고뭉치 형사 (1993년)
- 차이나 문 (1991년)
- 메가포스군단 (1982년) - 재커리 역
- 청춘 낙서 2 (1979년) - 펠릭스 역